# Mocha Usón
Esther Margaux Usón y Justiniano (nacida el 17 de mayo de 1982, Dagupán) conocida artística mente como Mocha Usón, es una cantante pop, r&b, p-pop, bailarina, modelo, tuwadera, y blogista filipina más conocida como la vocalista del grupo femenino Mocha Girls. Presente mente sirviendo como subsecretaria del Grupo de Comunicaciones Presidenciales en la administración de Rodrigo Duterte.
Sus críticos han cuestionado su competencia administrativa, ya que ella tiene una reputación de proveedor de información errónea a través de su blog, que le ha otorgado el título de "Reina de las noticias falsas" de los internautas.

## Biografía
Usón nació 17 de mayo de 1982 en Dagupán, Pangasinán. Pasó sus años de primaria y secundaria en el Mother Goose Playskool and Gradeschool en Dagupan y más adelante tomó un curso de medicina en la Universidad de Santo Tomás. Su madre, es médico muy conocida en su ciudad natal, ella quería que fuera su sucesor. La decisión de Usón de perseguir a su primer amor por la música, lo ha realizando, se graduó como artista. Mucha gente la criticó cuando las fotos poco favorecedoras de que ella fue sorprendida besando con una de sus compañeras de la banda, cuando fueron publicados en un tabloide. Ella, sin embargo, utiliza el tema para su propio beneficio. Actualmente es conocida como una de las personalidades entre las pocas artistas femeninas de Filipinas, en que admite abiertamente su bisexualidad. Como parte de su banda, ella estaba en el centro de talento de la red televisiva GMA, antes de que finalmente se sumergirse en la escena de la grabación. Su mayor descanso junto con el resto de las chicas de Mocha que llegó a principios de 2009, después de firmar con el sello discográfico Viva Records.

## Discografía

### Álbumes de estudio
- A Taste de Mocha (2006; XAX Records)
- Mocha (2007; Viva Records)
- Deliciosa (2008; Viva Records)

## Filmografía

### TV shows
- Twin Hearts (2002; GMA Network)
- P.O.5 (2010–present; TV5)

### TV guestings
- Umagang Kay Ganda
- Wowowee
- ASAP
- Music Uplate Live